# Santa Ana (La Paz)
Santa Ana (uit het Spaans: "Sint-Anna") is een gemeente (gemeentecode 1215) in het departement La Paz in Honduras. De gemeente grenst aan El Salvador.
Het dorp heette eerst Cacauterique. Het dorp lag een aantal kilometer van de huidige locatie, op een plek die nu Quepa heet.
Het huidige Santa Ana ligt op een vlakte.

## Bevolking
De bevolking is als volgt verdeeld:
| Vrouwen | 6198 | 50,4% |
| Mannen  | 6106 | 49,6% |

## Dorpen
De gemeente bestaat uit vijf dorpen (aldea), waarvan het grootste qua inwoneraantal: Estancia (code 121502).